# مامادو تونکارا
مامادو تونکارا (انگلیسی: Mamadou Tounkara؛ زادهٔ ۱۹ ژانویهٔ ۱۹۹۶) بازیکن فوتبال اهل سنگال است.
از باشگاه‌هایی که در آن بازی کرده‌است می‌توان به باشگاه فوتبال سالرنیتانا، باشگاه ورزشی لاتزیو، و باشگاه فوتبال کروتونه اشاره کرد.